# Fernando Sorrentino
Fernando Sorrentino (Buenos Aires, 8 de novembre 1942) és un escriptor i professor de literatura argentina .
Els seus relats es caracteritzen per una interessant barreja d'imaginació i humor que de vegades ratlla en el grotesc. Alguns dels seus contes han estat traduïts a l'anglès i han estat publicats en diverses revistes literàries i antologies als Estats Units i Gran Bretanya.
A més d'obres de ficció i de periodisme cultural, ha escrit assajos complets d'autors clàssics espanyols i argentins (Don Juan Manuel, Arxipreste d'Hita, Juan Ruiz de Alarcón, Mariano José de Larra, José Hernández) i ha editat diverses antologies de contes de l'Argentina que han estat publicades per l'editorial Plus Ultra de Buenos Aires .
Fernando Sorrentino ha treballat a la secció literària del diari La Nación, La Prensa, Clarín, La Opinión, Letras de Buenos Aires, i Proa… 

## Obres destacades
- 1969: La regresión zoológica
- 1972: Imperios y servidumbres
- 1976: El mejor de los mundos posibles
- 1982: En defensa propia
- 1984: El remedio para el rey ciego
- 1994: El rigor de las desdichas